# 竇禹鈞

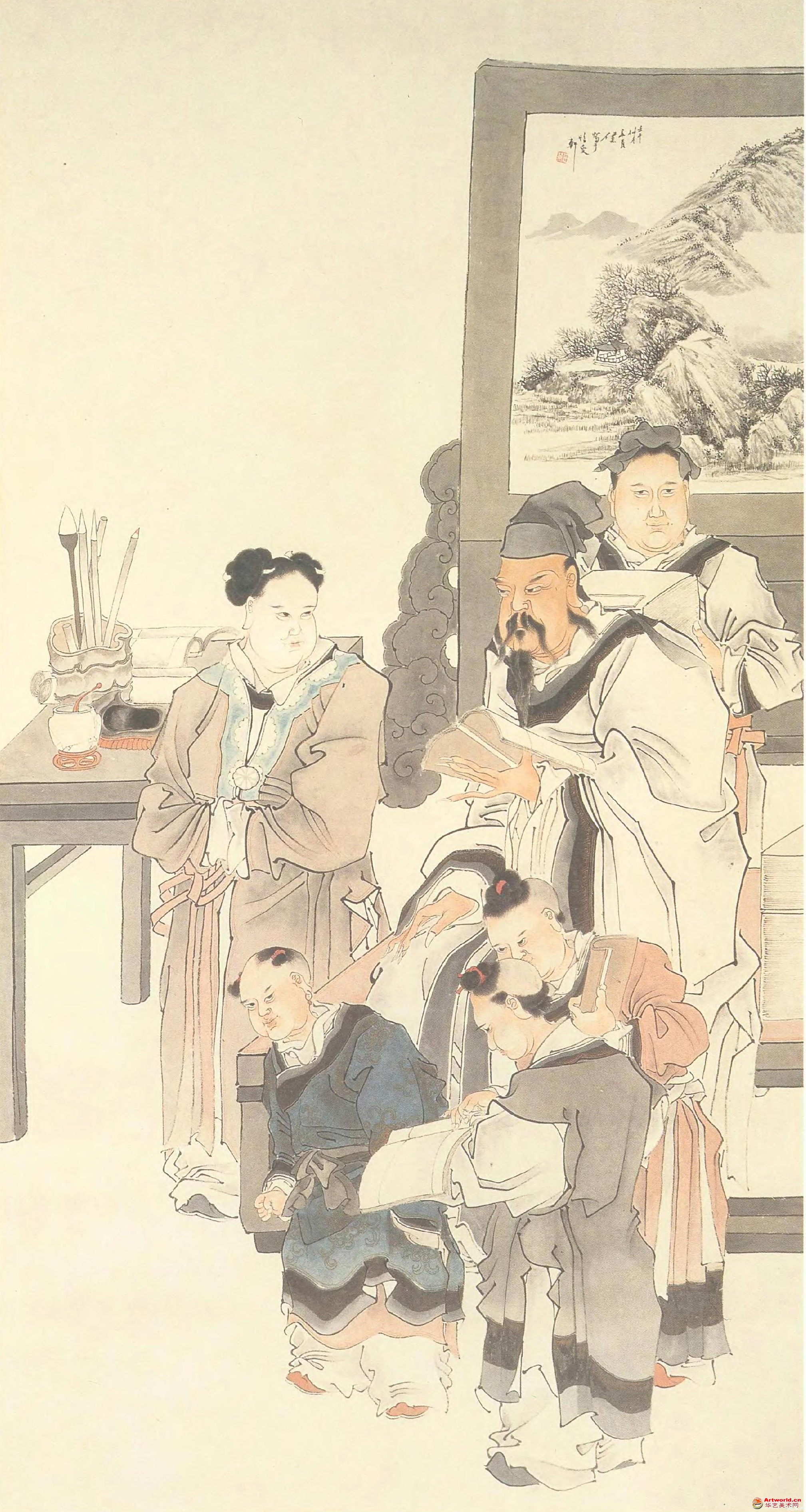
清代画家任薰绘《窦燕山教子图》

竇禹鈞（？—？），五代後晉時幽州（今天津市薊州區）人，因幽州又稱燕山府，故人稱燕山竇十郎，又稱竇燕山。

## 生平
竇禹鈞自幼喪父，侍母至孝，官至諫議大夫。年過四十仍無子。後連生五子竇儀、竇儼、竇侃、竇偁、竇僖，相繼登科。侍郎馮道贈詩：「燕山竇十郎，教子有義方，靈椿一株老，丹桂五枝芳。」《三字經》裡有“竇燕山，有義方，教五子，名俱揚。”臨終前，向親友告別，沐浴更衣，談笑而卒。《涿州志》載：“竇禹鈞墓在州西團柳村。”